# Bad Magick
«Bad Magick» es una canción y un sencillo del grupo musical de heavy metal estadounidense Godsmack, proveniente de su segundo álbum de estudio, Awake, lanzado en 2001. «Bad Magick» es el único sencillo que no apareció en el disco recopilatorio Good Times, Bad Times... Ten Years of Godsmack, lanzado en 2006. Fue escrita por el cantante Sully Erna.

## Posición en las listas

### SencillosBillboard(Estados Unidos)
| Año  | Lista                  | Posición |
| ---- | ---------------------- | -------- |
| 2001 | Mainstream Rock Tracks | 12       |
| 2001 | Modern Rock Tracks     | 28       |

## Personal
- Sully Erna - cantante, guitarra
- Tony Rombola - guitarra, coros
- Robbie Merill - bajo
- Tommy Stewart - batería